# Horst de Montalembert
Le horst de Montalembert est une des structures tectoniques principales du seuil du Poitou. 
Son nom lui est donné par le bourg de la commune de Montalembert (département des Deux-Sèvres en région Poitou-Charentes), établi en son sommet. 

## Géographie
Le horst apparaît dans le paysage comme une longue et étroite colline de direction NO-SE, dite sud-armoricaine, caractéristique du massif du même nom.
Il s’étend de la ville de Sauzé-Vaussais dans les Deux-Sèvres jusqu’à la partie nord de la commune des Adjots au nord de la Charente.
Sa longueur est d’environ 9 kilomètres pour une largeur variant de 0,5 à 1 kilomètre. Son point culminant est de 190 m à la Coudrée à la limite des communes de Montalembert et de Limalonges.

## Géologie
Ce relief couvert de bois est bien visible depuis la route nationale RN10 en venant du nord où il apparaît comme une barre régulière dominant la plaine d’une soixantaine de mètres.
Le horst de Montalembert est une prolongation d’un axe structural majeur, l’axe anticlinal des Essarts-Mervent-Melle-Montalembert ; les Essarts étant une commune du département de la Vendée située à une quinzaine de kilomètres au NE de La Roche-sur-Yon, soit à environ 130 kilomètres au NO de Montalembert.
Le horst présente une structure dissymétrique avec une faille nord importante de 90 mètres de rejet. Des cassures secondaires, parallèles à la faille principale déterminent un petit horst crestal qui occupe à peu près l'axe de la colline de Montalembert.
Dans cette partie axiale du horst les calcaires du Pliensbachien (Jurassique inférieur) sont relevés jusqu’à une altitude de 186 mètres. Ils dominent d’environ 60 mètres les calcaires du Bathonien et du Callovien (Jurassique moyen) qui constituent le soubassement de la plaine située en piedmont nord de la colline. Le flanc sud du horst est un peu moins proéminent avec un rejet de faille de l'ordre de 40 mètres seulement. Le horst y surplombe des terrains calcaires du Bathonien, recouverts d'argiles rouges à silex d'âge Tertiaire.
L’âge de la formation de ce horst peut être évalué à partir de la nature et de l’épaisseur des sédiments que l’on observe sur le horst lui-même et en contrebas de celui-ci.
L’axe anticlinal des Essarts-Mervent-Melle-Montalembert est un grand accident affectant le Massif armoricain et sa continuation vers le SE, sous les sédiments jurassiques du seuil du Poitou.
Ces failles ont rejoué au Jurassique, au cours du Callovien et de l’Oxfordien, comme en témoignent les variations de faciès sédimentaires observées durant de cette période.
La surrection majeure du horst a lieu lors de l'ère Tertiaire. « Les premiers mouvements datent vraisemblablement de la fin de la période Éocène comme en témoignent les indices sédimentologiques observés dans les formations lacustres qui jalonnent le horst voisin de Champagné-Saint-Hilaire », dans le département de la Vienne.
« Des mouvements tectoniques post-oligocènes ont ensuite contribué à la mise en place des structures observées actuellement ».
Le horst de Montalembert représente, avec ceux de Champagné-Saint-Hilaire et de Ligugé situés un peu plus au N-NE dans le département de la Vienne, les trois principales structures tectoniques de la partie centrale du seuil du Poitou.
À la différence des deux autres horsts, le socle cristallin n'affleure pas sur le horst de Montalembert. Avec la connaissance des épaisseurs des sédiments du Jurassique inférieur, on peut estimer sa cote à environ 130 mètres.

## Utilisation des matériaux
Les marnes du Toarcien (sommet du Jurassique inférieur) affleurant dans la partie sommitale du horst ont constitué la matière première pour la fabrication de tuiles et de briques jusqu'à la fin du XXe siècle. 
Des hangars de séchage de tuiles sont encore visibles, et la toponymie a conservé des traces de cette activité au lieu-dit la Tuilerie, en plus des couleurs des marnes (montée bleue, montée blanche).